# موچان (شازند)
موچان (شازند)، روستایی از توابع بخش مرکزی شهرستان شازند در استان مرکزی ایران است گفته می‌شود این روستا پیشینه هزاران ساله دارد طوایف بسیاری در آن می زیستند.

## جمعیت
این روستا در دهستان قره کهریز قرار دارد و براساس سرشماری مرکز آمار ایران در سال ۱۳۸۵، جمعیت آن۷۳۵ نفر (۲۱۸خانوار) بوده‌است.